# Chinesische Mannschaftsmeisterschaft im Schach 2009
Die Chinesische Mannschaftsmeisterschaft im Schach 2009 (offizielle Bezeichnung: 2009 Torch Real Estate Chinese Chess League Division A) war die fünfte Austragung dieses Wettbewerbes. Meister wurde der Titelverteidiger Shanghai Jianqiao University. Aus der Division B aufgestiegen waren Qingdao School und Bank of Qingdao, die beide direkt wieder absteigen mussten.
Zu den gemeldeten Mannschaftskadern siehe Mannschaftskader der Chinesischen Mannschaftsmeisterschaft im Schach 2009.

## Modus
Die zehn Mannschaften bestritten ein doppeltes Rundenturnier. Über die Platzierungen entschied zunächst die Anzahl der Mannschaftspunkte (zwei Punkte für einen Sieg, ein Punkt für ein Unentschieden, kein Punkt für eine Niederlage), anschließend die Anzahl der Brettpunkte (ein Punkt für einen Sieg, ein halber Punkt für ein Remis, kein Punkt für eine Niederlage).

## Termine und Spielorte
Die Wettkämpfe fanden statt am 4., 5., 7. und 8. Mai, 26. Juni, 6. Juli, vom 1. bis 3. sowie am 11. August, vom 13. bis 15. September, am 13. Oktober, sowie vom 11. bis 14. Dezember. Die ersten vier Runden wurden in Chengdu gespielt, die siebte bis neunte in Peking, die Runden 11 bis 13 in Hangzhou und die letzten vier in Zhaoyuan (Yantai). Die übrigen Wettkämpfe wurden dezentral bei den beteiligten Mannschaften gespielt.

## Saisonverlauf
Während zur Saisonmitte sowohl die Spitze (Platz 1 und 4 lagen nur einen Punkt auseinander) als auch das Tabellenende (Platz 7 und 9 lagen nur einen Punkt auseinander) noch dicht zusammen lagen, fielen in der Rückrunde schon vor der letzten Runde alle Entscheidungen. Die Shanghai Jianqiao University verteidigte den Vorjahrestitel, während die beiden Vorjahresaufsteiger aus Qingdao abstiegen.

## Abschlusstabelle
| Pl. | Verein                           | Sp | G  | U | V  | MP    | Brett-P.  |
| --- | -------------------------------- | -- | -- | - | -- | ----- | --------- |
| 01. | Shanghai Jianqiao University (M) | 18 | 11 | 4 | 3  | 26:10 | 57,0:33,0 |
| 02. | Shandong Linglong Tyre           | 18 | 9  | 5 | 4  | 23:13 | 48,0:42,0 |
| 03. | Beijing Patriots                 | 18 | 9  | 4 | 5  | 22:14 | 47,0:43,0 |
| 04. | Chongqing Mobile                 | 18 | 6  | 8 | 4  | 20:16 | 48,0:42,0 |
| 05. | Jiangsu Blue Perot               | 18 | 7  | 6 | 5  | 20:16 | 45,5:44,5 |
| 06. | Hebei Taiwan Wines               | 18 | 8  | 4 | 6  | 20:16 | 45,5:44,5 |
| 07. | Tianjin Nankai University        | 18 | 5  | 5 | 8  | 15:21 | 43,5:46,5 |
| 08. | Zhejiang Meiyuan Hotel           | 18 | 6  | 3 | 9  | 15:21 | 42,5:47,5 |
| 09. | Qingdao School (N)               | 18 | 4  | 2 | 12 | 10:26 | 36,5:53,5 |
| 10. | Bank of Qingdao (N)              | 18 | 2  | 5 | 11 | 9:27  | 36,5:53,5 |

## Entscheidungen
|     | Chinesischer Mannschaftsmeister: Shanghai Jianqiao University |
|     | Absteiger in die Division B: Qingdao School, Bank of Qingdao  |
| (M) | Meister der letzten Saison                                    |
| (N) | Aufsteiger der letzten Saison                                 |

## Kreuztabelle
| Ergebnisse | Ergebnisse                   | 01. | 01. | 02. | 02. | 03. | 03. | 04. | 04. | 05. | 05. | 06. | 06. | 07. | 07. | 08. | 08. | 09. | 09. | 10. | 10. |
| ---------- | ---------------------------- | --- | --- | --- | --- | --- | --- | --- | --- | --- | --- | --- | --- | --- | --- | --- | --- | --- | --- | --- | --- |
| 01.        | Shanghai Jianqiao University |     |     | 3   | 4½  | 3   | 4½  | 2½  | 3   | 4½  | 2½  | 3   | 2   | 1½  | 3   | 4½  | 1½  | 4   | 2½  | 2½  | 5   |
| 02.        | Shandong Linglong Tyre       | 2   | ½   |     |     | 2½  | 2½  | 2½  | 2½  | 3   | 2   | 3   | 3½  | 3   | 3   | 3   | 2   | 3½  | 3½  | 3½  | 2½  |
| 03.        | Beijing Patriots             | 2   | ½   | 2½  | 2½  |     |     | 1½  | 3½  | 3   | 1½  | 3½  | 2½  | 3   | 2   | 3   | 2½  | 3½  | 3½  | 3   | 3½  |
| 04.        | Chongqing Mobile             | 2½  | 2   | 2½  | 2½  | 3½  | 1½  |     |     | 2½  | 2½  | 2½  | 2½  | 3½  | 3½  | 2½  | 1   | 4   | 3½  | 3½  | 2   |
| 05.        | Jiangsu Blue Perot           | ½   | 2½  | 2   | 3   | 2   | 3½  | 2½  | 2½  |     |     | 2   | 2   | 3   | 2½  | 3   | 2½  | 3   | 3½  | 2½  | 3   |
| 06.        | Hebei Taiwan Wines           | 2   | 3   | 2   | 1½  | 1½  | 2½  | 2½  | 2½  | 3   | 3   |     |     | 2½  | 3   | 1½  | 3   | 2   | 3½  | 3½  | 3   |
| 07.        | Tianjin Nankai University    | 3½  | 2   | 2   | 2   | 2   | 3   | 1½  | 1½  | 2   | 2½  | 2½  | 2   |     |     | 3   | 3½  | 3   | 2½  | 2½  | 2½  |
| 08.        | Zhejiang Meiyuan Hotel       | ½   | 3½  | 2   | 3   | 2   | 2½  | 2½  | 4   | 2   | 2½  | 3½  | 2   | 2   | 1½  |     |     | 1½  | 3½  | 3   | 1   |
| 09.        | Qingdao School               | 1   | 2½  | 1½  | 1½  | 1½  | 1½  | 1   | 1½  | 2   | 1½  | 3   | 1½  | 2   | 2½  | 3½  | 1½  |     |     | 3   | 4   |
| 10.        | Bank of Qingdao              | 2½  | 0   | 1½  | 2½  | 2   | 1½  | 1½  | 3   | 2½  | 2   | 1½  | 2   | 2½  | 2½  | 2   | 4   | 2   | 1   |     |     |

Anmerkung: An erster Stelle steht jeweils das Ergebnis des Hinspiels, an zweiter Stelle das des Rückspiels.

## Die Meistermannschaft
| 1.            | Shanghai Jianqiao University                                                             |
| Schachfiguren | Andrij Wolokitin, Ni Hua, Zhou Jianchao, Lou Yiping, Lu Yiyie, Ju Wenjun, Zhang Xiaowen. |